# Michelle Olea
Michelle Anahí Olea Ruiz (ur. 2004) – meksykańska zapaśniczka walcząca w stylu wolnym. 
Brązowa medalistka mistrzostw panamerykańskich w 2025. Trzecia na mistrzostwach panamerykańskich U-23 w 2025.